# Палац профілактики
Палац профілактики або Палац охорони здоров'я у місті Дніпро, Україна – триповерховий корпус другої робочої лікарні.
Автор будівлі - архітектор Красносільський, Олександр Леонтійович. Ця будівля була з гарним фасадом, а тепер можна було побачити лише руїни.

## Історія
| рік початку будівництва будівлі | 1923 рік                               | тисяча дев'ятсот двадцять третій рік |  |
| архітектор                      | Олександр Леонтійович Красносільський  | 1877-1944                            |  |
| Призначення                     | лікарня номер один заводу Петровського | 2 робоча поліклініка                 |  |
| роки функціонування             | 1927 до 2017                           | 90 років                             |  |

У 1920–1930-х роках архітектор Олександр Красносільський вирішив спроєктувати цю будівлю. На той час він був прихильником неокласицизму — стилю, який більшовики вважали пережитком минулого. Споруда вийшла монументальною та величною: над центральним входом височів великий купол, фасад прикрашала масивна лиштва із зображенням серпа і молота. На куполі розміщувалися герб Радянського Союзу та символ медицини — чаша зі змією.
Це була робітнича поліклініка першої міської лікарні Чечелівського району міста Дніпропетровська. На її честь назвали вулицю, що проходила крізь будівлю, — Профілакторна (нині вулиця Щербаня, 1). У поліклініці функціонували травматологічне, гінекологічне, хірургічне, офтальмологічне та інфекційне відділення, численні процедурні кабінети, три аптеки біля головного входу та невелика кухня.
Головний вхід прикрашали великі сходи: в нижній частині вони були одноярусні, у верхній — двоярусні. Над входом розташовувалося тристулкове вікно для провітрювання вестибюля. По обидва боки будівлі знаходилися напівкруглі бічні корпуси, не менш цікаві з архітектурної точки зору. Пізніше в них зробили вхідні двері, а деякі вікна позаду фасаду було закладено. Також перед бічними входами облаштували сад та великі сходи.
Під час Великої Вітчизняної війни в одній частині було зруйновано дах та перекриття іншу знищила пожежу. У 1950 роках будівлю відновили, трохи змінили фасад та планування, але більша частина колишнього декору була втрачена.
У своєму новому вигляді палац профілактики продовжив роботу. 1996 року занесений до реєстру пам'яток архітектури місцевого значення. Із 2016 року палац профілактики не експлуатується. зараз він перебуває в аварійному стані та руйнується. споруду кілька разів виставляли на аукціон, але вона так і не знайшла свого інвестора. для свого часу це була дуже велична будівля. Він мав велику чисельність різних кабінетів (близько 100) великими залами очікування, вітальнями, а також сходами з великими балясинами, величезними вікнами, товщиною стін (1 метр!) і гранітним обрамленням напівпідвального поверху. Зараз від даху будівлі мало що залишилося там є тільки дах над куполом і на лівому корпусі. На даний момент у будівлі не залишилося жодного цілого вікна. у 2021 році там був збір бажаючих щоб прибрати сміття на території будівлі, і всередині будівлі, поки були цілі дах та перекриття. Тепер там тільки 1 секція підлоги і вона знаходиться в лівому корпусі. 2024 року не залишилося тих величних дверей. штукатурка обсипалася. повалилася також праве крило та половина лівого.
Зараз будівля із нищівною силою руйнується.

## План
Палац профілактики поділявся на 3 частини: лівий, правий корпус, центральний портал. На першому поверсі будівлі було п'ятнадцять кабінетів, на другому поверсі був лекційний зал і балкон по всій території поверху. Те саме було на лівому корпусі. До 1950-х років дверей на бічні входи не було, а пробили їх згодом відновлення будівлі. Вхід був з центрального порталу в ліву та праву сторони. Портал був високим, також там було багато місця для крісел та стільців для очікування прийому лікаря. у ньому було дві великі колони, обкладені плиткою у вигляді «тріщин». На головному вході вхідні двері були висотою з трьох людей, а їхня довжина досягала рекордних 5 метрів. Саме планування будівлі являло собою букву «ш» з корпусами, що випирають, і напівколонною позаду фасаду центрального порталу. Також там проводились лекції з медицини. З 2010-х будівля починає руйнуватися.
У ній поїхали сходи і влада встановила ферми на сходові прольоти. Зараз у будівлі є лише один проліт у лівому крилі. Від даху залишилася 1 секція.

## Галерея

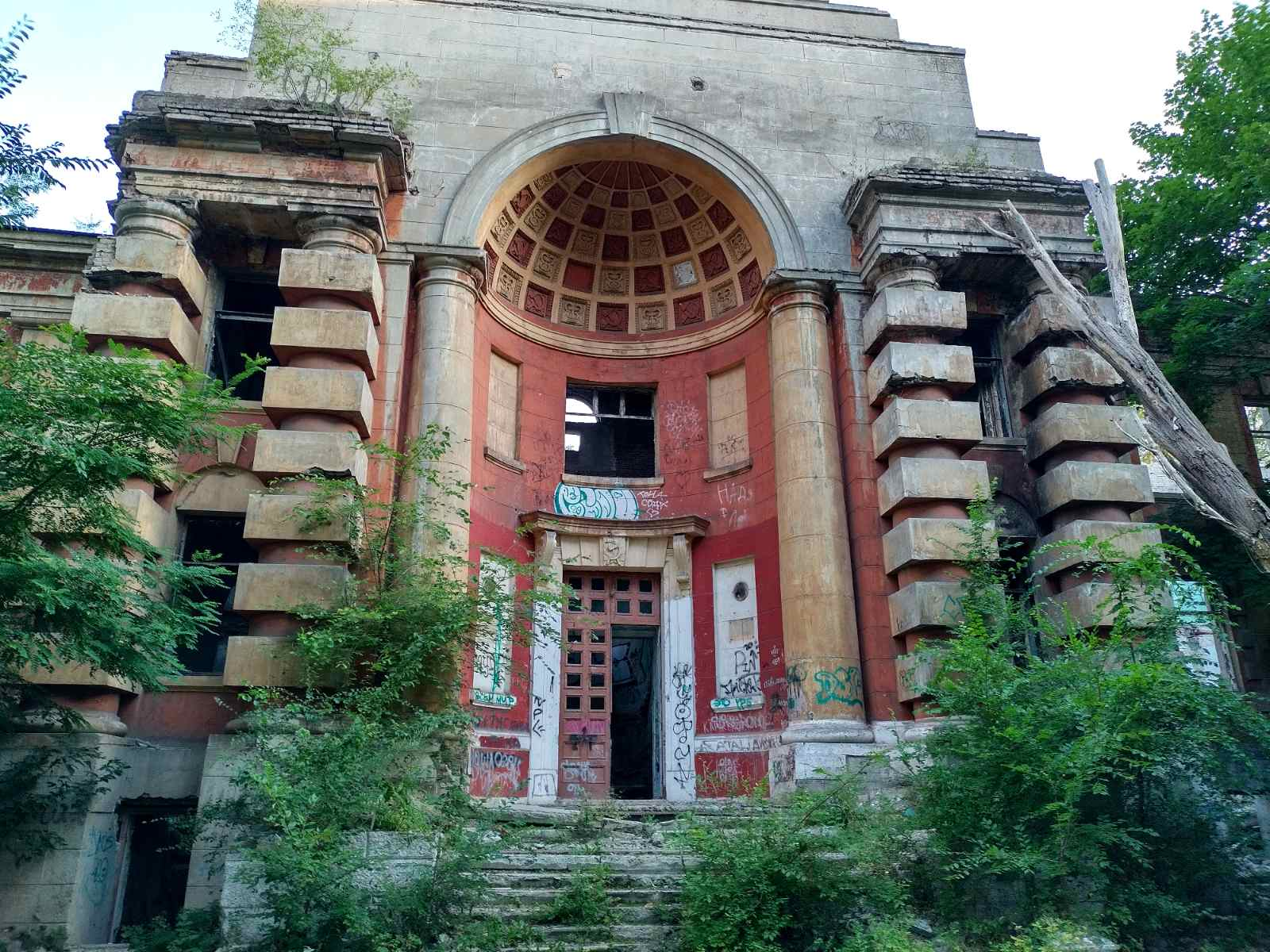
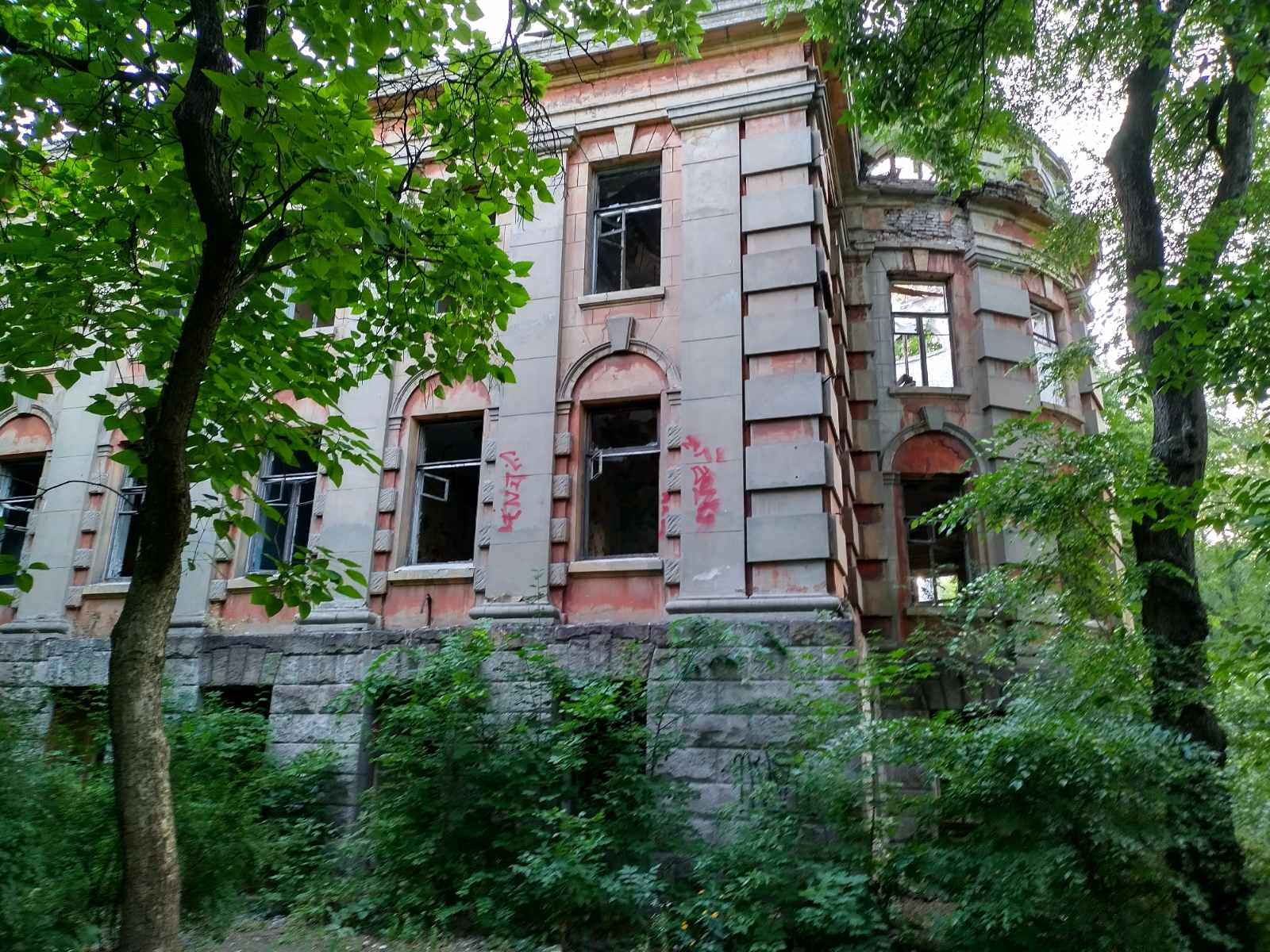
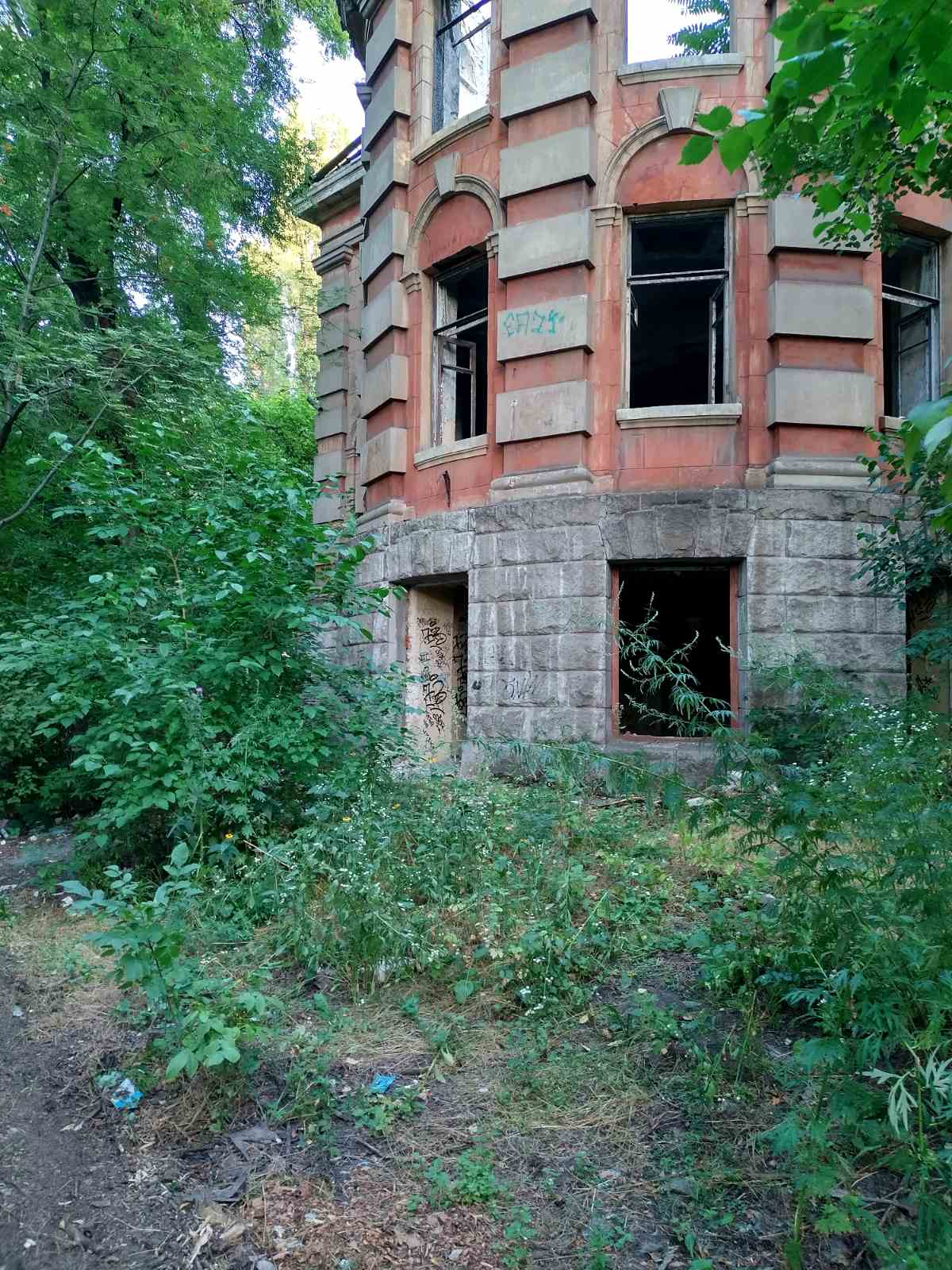
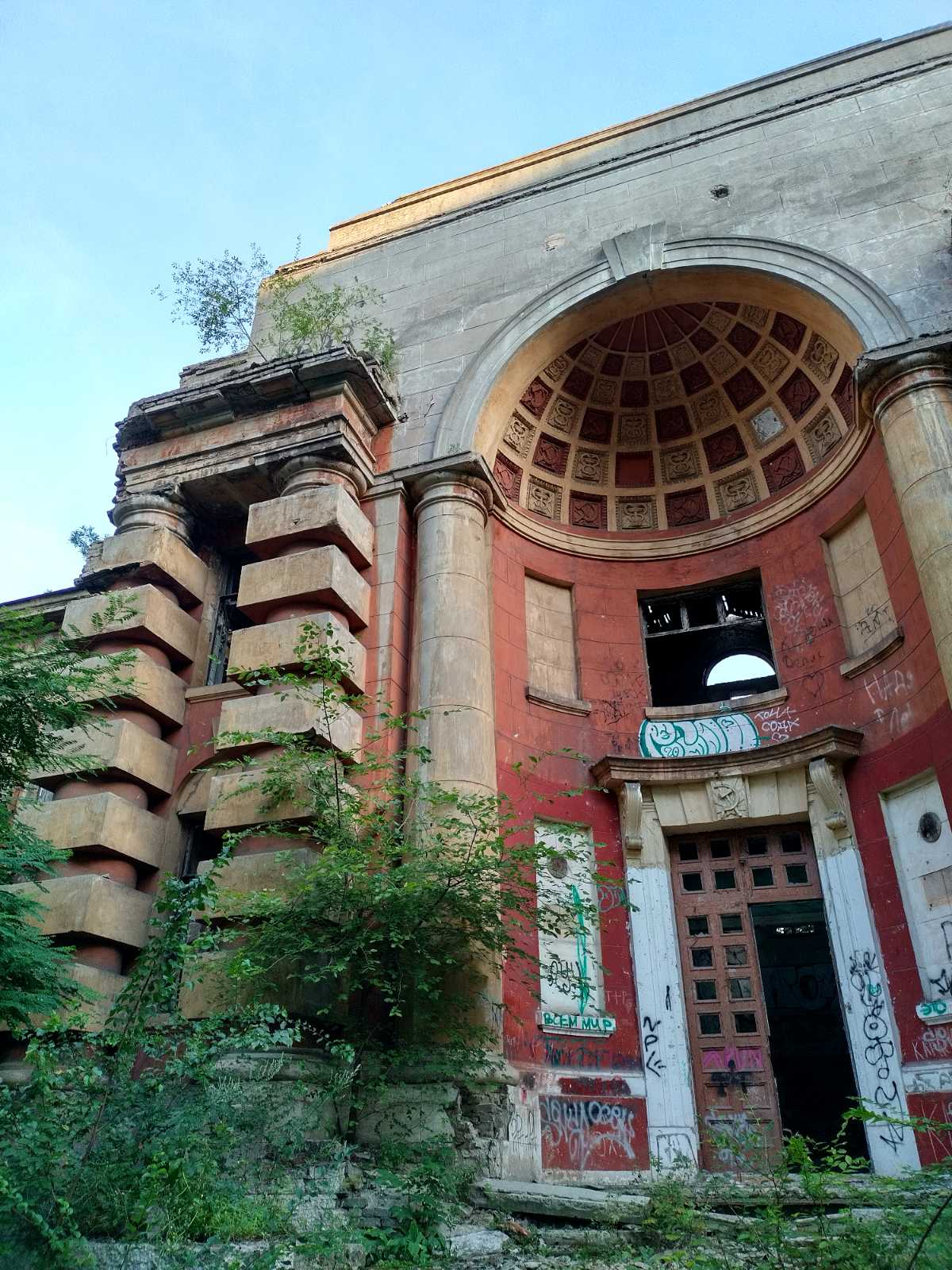
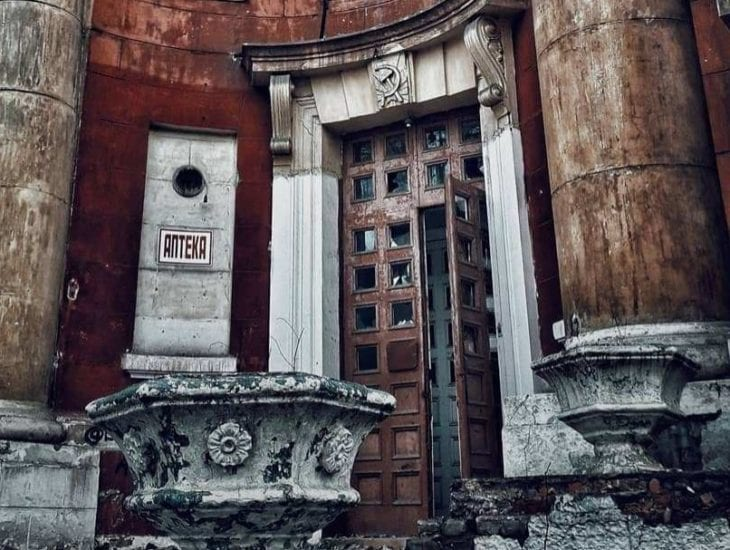
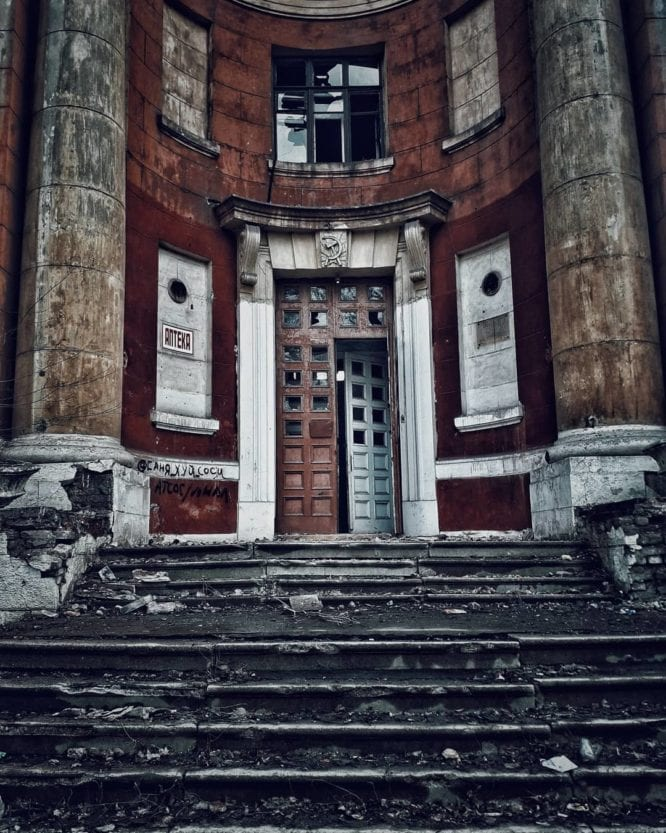
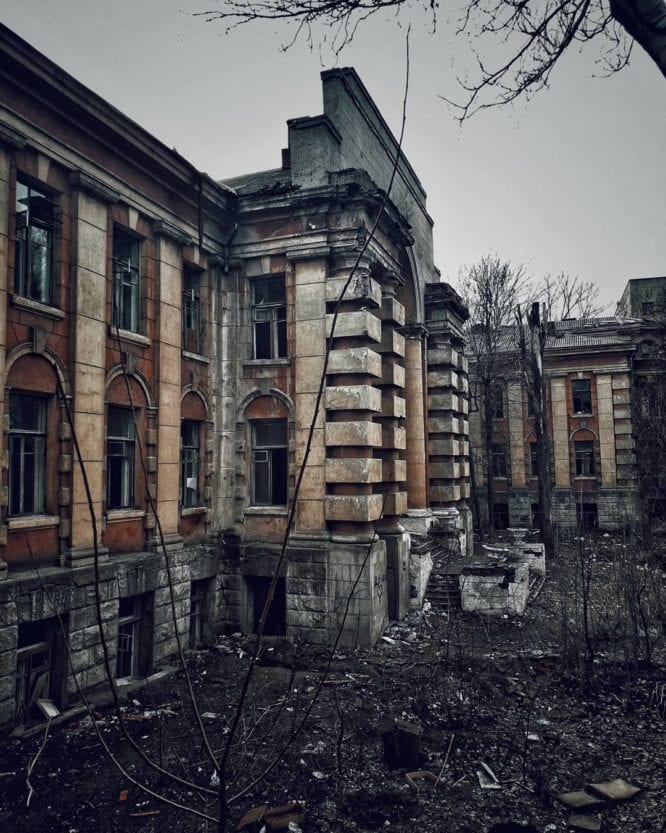
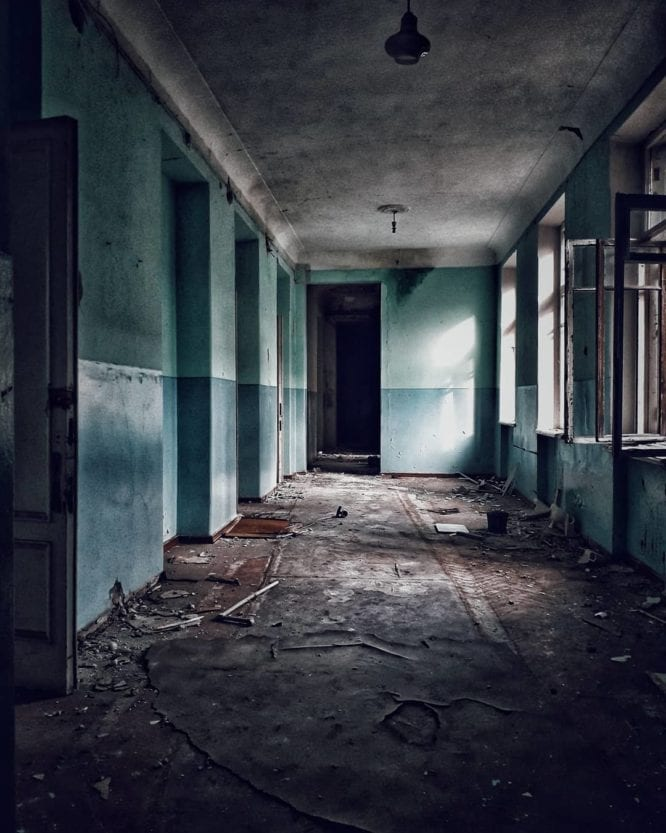
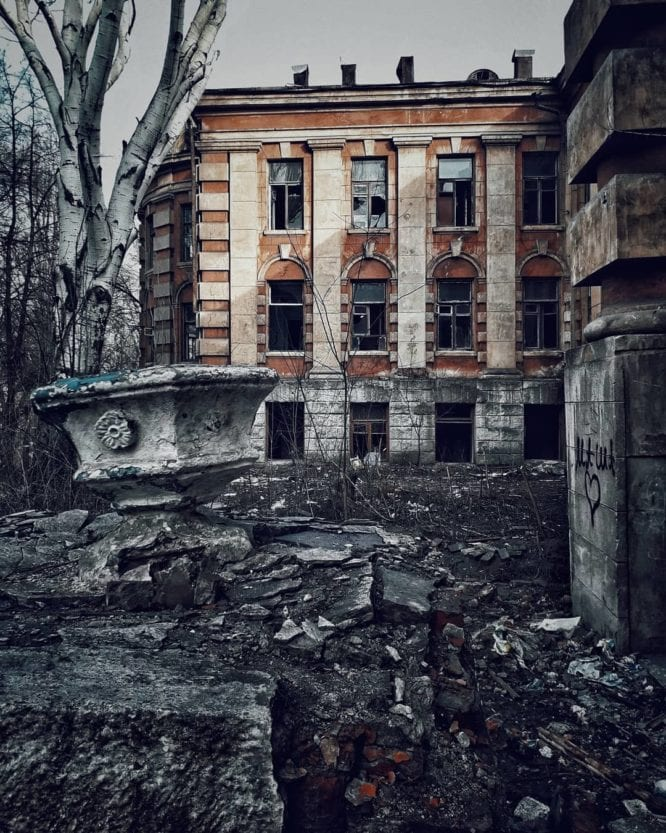
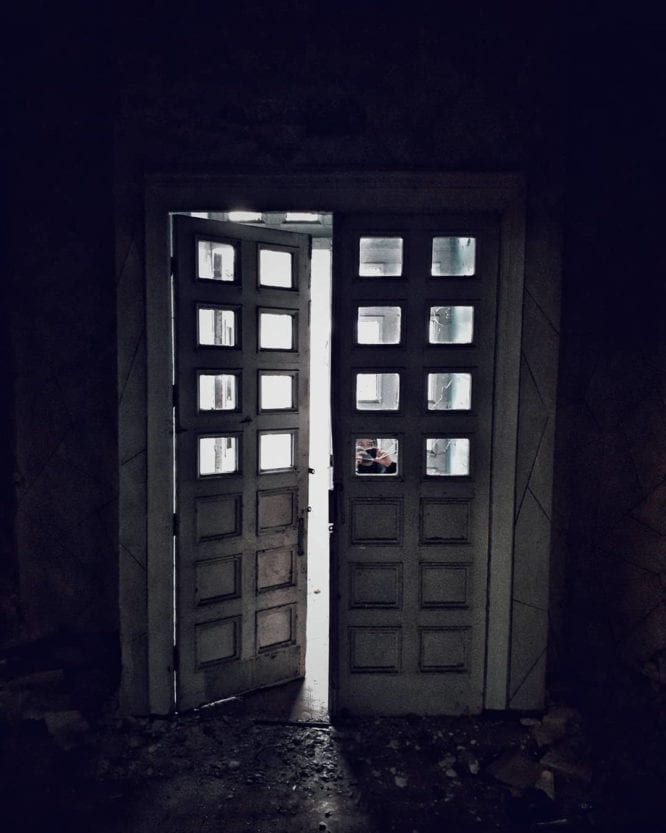
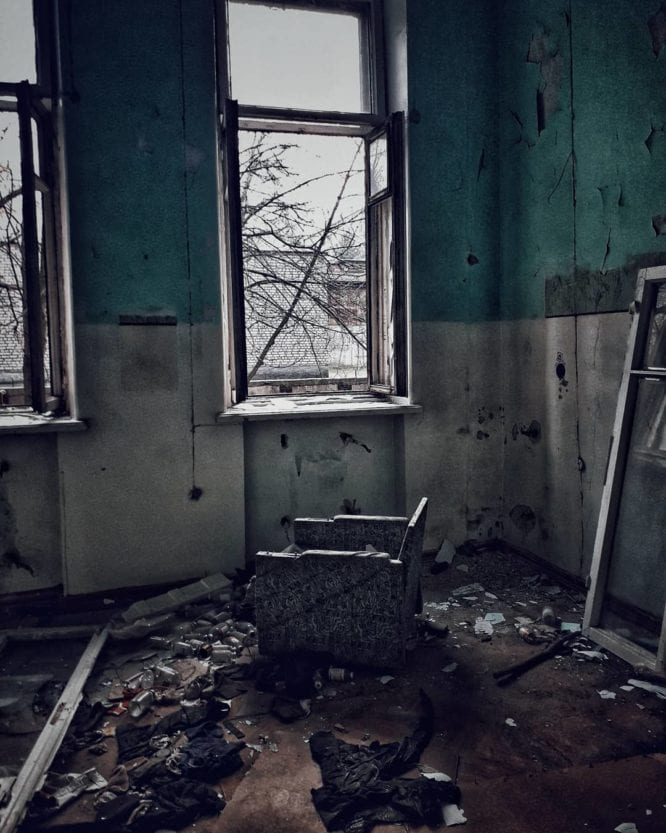
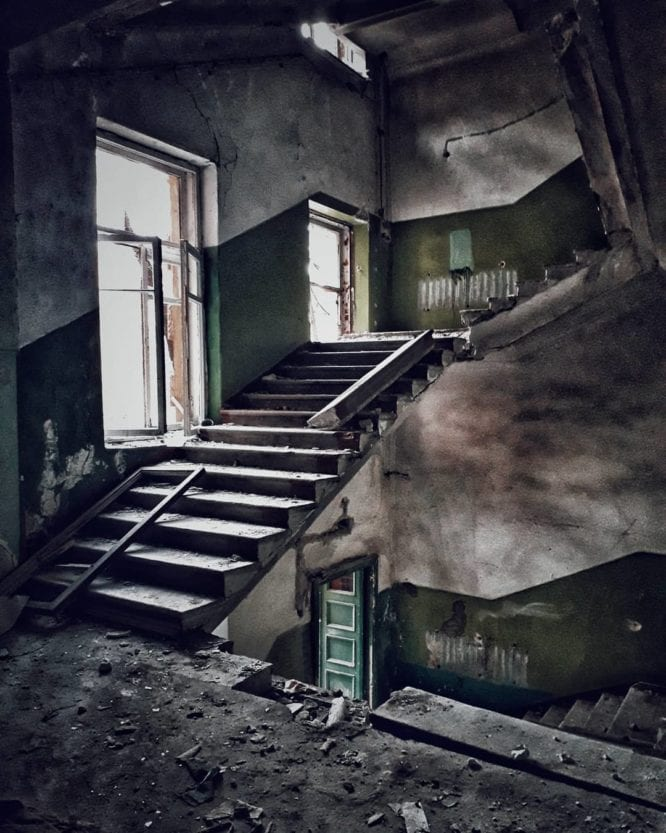